# ست‌ناخت
ست‌ناخت اولین فرعون از دودمان بیستم مصر باستان و پدر رامسس سوم بود که بین سال‌های ۱۱۹۰–۱۱۸۶ قبل میلاد زندگی می‌کرده‌است.